# Skoczkowo (gmina Lipusz)
Skoczkowo (dodatkowa nazwa w j. kaszub. Skòczkòwò) – osada w Polsce położona w województwie pomorskim, w powiecie kościerskim, w gminie Lipusz.
Do końca 2015 roku stanowiła część wsi Lipusz.